# Ectropis aigneri
Ectropis aigneri är en fjärilsart som beskrevs av Louis Beethoven Prout 1930. Ectropis aigneri ingår i släktet Ectropis och familjen mätare. Inga underarter finns listade i Catalogue of Life.